# Awudu Issaka
Awudu Issaka (* 26. Juni 1979 in Sunyani) ist ein ehemaliger ghanaischer Fußballspieler.

## Karriere

### Verein
Issaka spielte in Ghana bei Asante Kotoko und Prampram FC, bevor er durch die Leistungen in der Jugendnationalmannschaft Ghanas das Interesse von europäischen Vereinen weckte. Er wechselte ins Jugendteam des belgischen Erstligisten RSC Anderlecht. Nach einem Jahr wechselte er nach Frankreich zum AJ Auxerre, dort konnte er sich nicht durchsetzen und wechselte 1998 nach Deutschland. Isaaka kam zum TSV 1860 München, bei den Löwen hatte er einen Amateurvertrag unterschrieben. In den nächsten Jahren lief er für das Amateurteam in der Oberliga und der Regionalliga auf. In der Saison 1998/99 am 31. Spieltag wurde Issaka in der Bundesliga eingesetzt. Bei der 0:3-Niederlage gegen den Hamburger SV wurde er für Ned Zelic eingewechselt. Es blieb der einzige Einsatz Issakas im deutschen Profifußball. 2003 wechselte er zurück nach Ghana und spielte für Prampram FC, Liberty Professionals und Tema Youth. Bei letzterem Verein beendete er 2011 seine aktive Karriere.

### Nationalmannschaft
Mit der U-17 seines Landes gewann er die U-17-Fußball-Weltmeisterschaft 1995 in Ecuador und nahm mit der U-20 an der Junioren-Fußballweltmeisterschaft 1997 in Malaysia teil. Ghana belegte mit seinem Team den vierten Platz.